# Crystal Lake (Illinois)
Pour les articles homonymes, voir Crystal Lake.
Crystal Lake est une ville située dans le sud du comté de McHenry, dans le nord de l'Illinois, dans la banlieue de Chicago.